# Feltételes mellékmondat
A szintaxisban (mondattanban) a feltételes mellékmondat általános meghatározása szerint azt fejezi ki, hogy mely feltétel teljesülésével vagy nem teljesülésével valósul meg vagy nem valósul meg a főmondatban foglalt cselekvés, történés vagy állapot. Egyes szerzők ehhez hozzáteszik, hogy ez a mellékmondat feltételes határozó funkcióját tölti be.
Van némi különbség a feltételes mellékmondat besorolásának tekintetében magyar grammatikák között. Király – A. Jászó 2007 a határozói mellékmondatok közé sorolja, és ezek között megkülönbözteti az alábbi sajátos jelentéstartalmú mellékmondatokat:
- időhatározói: Hogyha Pestre jössz, keress meg!;
- eszközhatározói: „Azzal kímélsz, ha nem kell aggódnom érted” (Palotai Boris: Hetedik év);
- állapothatározói: „Ha én gólyamadár volnék, / Ilyen házra nem is szállnék” (Vörösmarty Mihály: Puszta csárda).

Haader 2002 is sajátos jelentéstartalmú mellékmondatoknak tekinti a feltételes mellékmondatokat, de külön kezeli azokat, amelyek mondatrészkifejtéssel párosulnak. Szerinte vannak ilyenek nemcsak a fenti határozói mellékmondatok között, hanem mások között is, valamint egyéb típusú mellékmondatok között is:
- számhatározói: Valahányszor meglátogatom Laci bácsit, mindig felvidulok;
- módhatározói: Én akárkivel is úgy szoktam össze leginkább, ha mellette dolgozhattam;
- kötött határozói: Örülnék, ha sikerülne a vizsgád;
- tárgyi: Vilmos bácsi nem szerette, ha csúfolták a madarai miatt;
- alanyi: Látszik az, ha valaki jó nevelést kapott;
- jelzői: Mi a haszna annak, ha van pénz, de nincs békesség.

Haader 2002 ezeken kívül olyan feltételes mellékmondatokat különít el, amelyek elszakadtak a mondatrészkifejtéstől, pl. Ha nem adsz pénzt, nem tudom megvenni a könyvet.
Más ebben a szócikkben említett nyelvek grammatikáiban nincsenek ilyen megkülönböztetések, hanem csak egyféle feltételes mellékmondatot vesznek tekintetbe, esetleg megemlítve, hogy egyes időhatározói vagy okhatározói mellékmondatoknak van feltételes árnyalata is.
A feltételes mellékmondat keretében egyes szerzők megkülönböztetnek feltételt kifejezőket és feltevést kifejezőket. A feltétel kötelező körülménye annak, hogy a főmondatban foglaltak megvalósulhassanak, pl. (franciául) Si vous avez moins de 25 ans, vous pouvez profiter d'une réduction de 30 % sur les vols Paris-Londres ’Ha 25 évesnél fiatalabb, 30%-os kedvezményben részesülhet a Párizs–London járatokon’. Feltevés alatt itt feltételezés, lehetőség, eshetőség értendő: S'il pleut, le pique-nique sera annulé ’Ha esik az eső, elhalasztják a pikniket’.
Kalmbach 2017 francia grammatika olyanokra osztja fel a feltételes mellékmondatokat, amelyek az alábbiakat fejezik ki:
- esetlegesség: a főmondatban foglaltak akkor valósulnak meg, ha teljesül egy feltevés, pl. (franciául) Si le bébé a encore de la fièvre ce soir, il faudra appeler un médecin ’Ha a babának lesz még láza ma este, orvost kell hívni’;
- lehetségesség: a feltétel teljesülhet vagy nem teljesülhet, pl. Si je gagnais au loto, j'arrêterais de travailler ’Ha nyernék a lottón, többé nem dolgoznék’ (lehetséges, de nem biztos);
- megvalósulhatatlanság:
  - a jelenben: a főmondatban foglaltak nem valósulhatnak meg, mivel nem teljesül a feltétel, pl. Si j'étais riche, j'achèterais un hélicoptère ’Ha gazdag lennék, helikoptert vennék’ (= de nem vagyok gazdag);
  - a múltban: a főmondatban foglaltak nem valósulhattak meg, mivel a feltétel nem teljesült, pl. Si tu m'avais téléphoné plus tôt, je ne serais pas parti pour rien ’Ha korábban hívtál volna fel, nem indultam volna el hiába’ (= de nem hívtál fel).

A feltételes mellékmondatos összetett mondat a fenti jelentéseken kívül összetettebbeket is kifejezhet a főmondat és a mellékmondat igéinek mód- és időalakjainak kombinációi révén.
A magyar nyelvben leggyakrabban használt kötőelem a ha kötőszó, és az itt említett nyelvekben is az ennek pontosan megfelelő kötőszó. Ugyanakkor ezekben a nyelvekben az ezzel a kötőszóval használt mellékmondatok többnyire megelőzik a főmondatot, de követhetik is.
A nyelvek többé-kevésbé hasonlíthatnak vagy különbözhetnek a feltételes mellékmondatos összetett mondat szerkezeteit illetően, főleg abban, hogy mely módokban és időkben állhat a mellékmondat igéje. Az ezekre vonatkozó korlátozások és a tagmondatok közötti igealak-kombinációk száma különbözik. Például az angol nyelvben vagy a franciában kevesebb szinonima szerkezet van, mint például a románban. Ugyanakkor egy adott nyelvben kevesebb vagy több nyelvi regiszter szerinti alternatíva van, mint egy másikban.

## A magyar nyelvben
A magyarban a feltételes mellékmondatos összetett mondatban a leggyakoribb kötőszó a ha, amelyet helyettesíthet a hogyha. A tagmondatok igéi akármelyik igemódban és igeidőben állhatnak. Az egyetlen korlátozás az, hogy a mellékmondat igéje nem lehet felszólító módú, ami a többi itt említett nyelvekre is érvényes. Több igemód és igeidő kombinációja lehetséges az összetett mondat igéi között. Az alábbi példákban az első tagmondat a feltételes:
- kijelentő mód jelen idő – kijelentő mód jelen idő: Ha sikerül, mindenki számára van remény;[7]
- kijelentő mód jelen idő – felszólító mód: Ha Budapesten vagy, mindenképpen keress fel!;[9]
- kijelentő mód jelen idő – kijelentő mód jövő idő: Ha nem reggelizel, később éhes leszel;[10]
- kijelentő mód jövő idő – felszólító mód: Ha lesz rá időd, látogass meg!;[11]
- kijelentő mód múlt idő – kijelentő mód múlt idő: Ha előre láttad a következményeket, miért nem igyekeztél jobban?;[7]
- kijelentő mód múlt idő – kijelentő mód jövő idő: Ha Péter elaludt, Anna haragudni fog;[12]
- feltételes mód jelen idő – feltételes mód jelen idő: Ha Péter aludna, Anna haragudna;[12]
- feltételes mód múlt idő – feltételes mód múlt idő: Ha hideg lett volna, kabátot vettünk volna;[11]
- feltételes mód múlt idő – feltételes mód jelen idő: Ha időben indultunk volna, már ott lennénk;[11]

Megjegyzendő, hogy a jelen idejű alak a jövőre is vonatkozhat, főleg ha az ige a perfektív (befejezett) igeszemléletet fejezi ki lexikai jelentése vagy igekötő révén: Ha Péter elalszik, Anna megharagszik.
Gyakori az akkor utalószó fakultatív használata: Ha több időm lenne, akkor többet olvasnék. Kötelező, amikor a csak határozószót is tartalmazza a főmondat: Anna csak akkor haragszik meg, ha Péter elalszik.
A feltételes mellékmondat kötőszava lehet az amennyiben szó is, amelyet nyelvművelők szerint túlságosan sokat szerepeltetnek a hivatalos nyelvhasználatban: Amennyiben nem jelenik meg a tárgyaláson, úgy eljárást indítok ellene.

## Az angol nyelvben
Az angolban az a megkötés létezik, hogy a feltételes mellékmondat igéje nem lehet jövő idejű, és nem alkothatja a feltételes mód jelen időnek megfelelő would + főnévi igenév igei körülírás és a would have + befejezett melléknévi igenév körülírás.
A leggyakoribb igealak-kombinációk a következők:
- simple present (egyszerű jelen) – simple future (egyszerű jövő): If it rains, the reception will take place indoors ’Ha esni fog az eső, a fogadást bent fogják megtartani’;[15]
- present continuous (folyamatos jelen) – future continuous (folyamatos jövő): If we're having ten people to dinner, we'll need more chairs ’Ha tíz vendégünk lesz vacsorára, több székre lesz szükségünk’;[15]
- present perfect (befejezett jelen) – simple future: If I've finished my work by ten, I'll probably watch a film on TV ’Ha befejeztem a dolgomat tíz óráig, talán megnézek egy filmet a tévében’;[15]
- simple past (egyszerű múlt) – would + főnévi igenév: If I had lots of money, I would travel round the world ’Ha sok pénzem lenne, utazást tennék a föld körül’;[15]
- past continuous (folyamatos múlt) – would + főnévi igenév: If the sun was shining, everything would be perfect ’Ha sütne a nap, minden tökéletes lenne’;[15]
- past perfect (befejezett múlt) – would have + befejezett melléknévi igenév: If you had taken a taxi, you would have got here in time ’Ha taxiba ültél volna, időben értél volna ide’;[15]
- present simple – present simple: If the wind blows from the north, this room is very cold ’Ha a szél északról fúj, ez a szoba nagyon hideg’;[16]
- past simple – past simple: If the wind blew from the north, we moved into the other room ’Ha a szél északról fújt, a másik szobába mentünk át’;[16]
- past simple – past simple: If you parked your car there, you were very foolish ’Ha ott parkoltál, nagy butaságot csináltál’;[16]
- past simple – would have + befejezett melléknévi igenév: If you parked your car there, the police would have removed it ’Ha ott parkoltál, a rendőrség valószínűleg elvitette a kocsidat’;[16]
- present simple – imperative (felszólító mód): If you park your car there, lock it and leave the key here ’Ha ott parkolsz, zárd be a kocsit és hagyd itt a kulcsot!’[16]

Egyes esetekben az if kötőszó elhagyható, ugyanazokkal a igealakra vonatkozó korlátozásokkal, mint kötőszóval, és akkor az alany az egyszerű alakú ige vagy az összetett alakú ige segédigéje mögé kerül:
Had you informed us earlier, we would have taken the necessary steps ’Ha előbb értesített volna minket, megtettük volna a szükséges lépéseket’.
Előfordul feltételes mellékmondatban a will ige eredeti ’akar’ lexikai jelentésével, a választékos nyelvi regiszterben: If everyone will help, we'll soon get the job done ’Ha mindenki segíteni akar, hamar befejezzük a munkát’. Kivételesen lexikai jelentése nélkül, a jövő idő segédigéjeként is használatos a főige által kifejezett cselekvés lehetséges eredményének kifejezésére, pl. I can lend you five pounds, if that will help ’Kölcsönadhatok neked öt fontot, ha ez segít’. A would alak is használható így: I could lend you five pounds, if that would help ’Kölcsönadhatnék neked öt fontot, ha ez segítene’.
Eastwood 1994 nagyon bizalmasként, helytelennek ítéltként említi meg a feltételes mód múlt idejű alak használatát feltételes mellékmondatban, pl. If you'd have taken a taxi, you'd have got here on time.
A feltételes mellékmondatot néhány más kötőszó és kötőszó értékű szókapcsolat is bevezetheti, közöttük a gyakoribbak az alábbi példákban:
You won't catch the train unless you hurry ’Nem éred el a vonatot, hacsak nem sietsz’;
I will let you drive on condition (that) you have a valid licence ’Engedlek vezetni azzal a feltétellel, hogy van érvényes jogosítványod’;
Make a note of my telephone number, in case you want to ring me up ’Jegyezd fel a telefonszámomat arra az esetre, ha fel akarsz hívni’.

## A francia nyelvben
Ebben a nyelvben is olyan korlátozások vannak a feltételes mondat igéjének alakját illetően, mint az angolban, tehát nem állhat kijelentő mód jelen időben, feltételes mód jelen időben és feltételes mód múlt időben, hanem ezek helyett:
- kijelentő mód jelen időben: Si j'ai le temps, je passerai chez toi ce soir ’Ha lesz időm, betérek hozzád ma este’;
- kijelentő mód folyamatos múlt időben: S'il faisait beau, on irait se promener en forêt ’Ha szép idő lenne, sétálni mennénk az erdőbe’;
- kijelentő mód régmúlt idő: Si tu m'avais téléphoné, je serais allé te chercher à la gare ’Ha felhívtál volna, eléd mentem volna a pályaudvarra’.

Ezek az igeidők kombinálhatók, mint fentebb, a főmondat jövő idejű vagy feltételes módú igéjével, de egyéb kombinációk is vannak:
- kijelentő mód jelen idő – kijelentő mód jelen idő: Si tu lui racontes ça, je te tue ! ’Ha ezt elmondod neki, megöllek!’;[18]
- kijelentő mód jelen idő – felszólító mód: Si vous êtes fatigué, reposez-vous un moment ’Ha fáradt, pihenjen egy kicsit!’;
- kijelentő mód jelen idő – kötőmód jelen idő felszólító használata : S'ils sont fatigués, qu'ils aillent se coucher ’Ha (ők) fáradtak, feküdjenek le!’;
- kijelentő mód jelen idő – feltételes mód jelen idő: Si tu n'as rien d'autre à faire, tu pourrais tondre le gazon ’Ha nincs semmi más dolgod, lenyírhatnád a pázsitot’;[18]
- kijelentő mód folyamatos múlt idő – kijelentő mód folyamatos múlt idő: En vacances, s'il pleuvait, nous jouions aux cartes ’Szabadságon, ha esett az eső, kártyáztunk’;
- kijelentő mód folyamatos múlt – feltételes mód múlt idő: Si Nathalie aimait la musique, nous l'aurions emmenée au concert hier soir ’Ha Nathalie szeretné a zenét, elvittük volna tegnap estre a hangversenyre’
- kijelentő mód régmúlt idő – feltételes mód jelen idő: Si on avait entretenu régulièrement l'immeuble, il ne serait pas maintenant en si mauvais état ’Ha rendszeresen karbantartották volna az épületet, most nem lenne ilyen rossz állapotban’;
- kijelentő mód régmúlt – kijelentő mód folyamatos múlt: Si elle avait fini son travail à 17 heures, elle prenait un thé à la « La Coupole » ’Ha befejezte a munkáját 5 órakor, a La Coupole-ban szokott teázni’;
- kijelentő mód összetett múlt idő – kijelentő mód jelen idő: Si vous avez déjà eu cette maladie, vous êtes maintenant immunisé ’Ha (ön) már elkapta ezt a betegséget, most már védett’;
- kijelentő mód összetett múlt – felszólító mód: Si tu as fini ton travail avant 18 h, retrouve-nous au café ! ’Ha végeztél a munkával 6 óra előtt, gyere te is a kocsmába!’
- kijelentő mód összetett múlt – kijelentő mód jövő idő: Si vous avez déjà suivi un cours de niveau 1, vous serez automatiquement inscrit en niveau 2 ’Ha (ön) már elvégzett egy 1. szintű tanfolyamot, beíratják a 2. szintre, anélkül hogy kérné’.

A választékos regiszterben a kijelentő mód régmúlt – feltételes mód múlt idő szerkezetnek van két alternatívája, de csak az írott nyelvben, ez esetben a „feltételes mód múlt idő 2. alakjá”-nak nevezett subjonctif plus-que-parfait-vel, ha a mellékmondat cselekvése előidejű:
- subjonctif plus-que-parfait mindkét mondatban: S'il eût accepté cette proposition de loi, il eût déclenché des réactions violentes 'Ha elfogadta volna ezt a törvényjavaslatot, heves reagálásokat robbantott volna ki';
- subjonctif plus-que-parfait a mellékmondatban, és feltételes mód múlt idő a főmondatban: S'il eût accepté cette dignité, le changement de la république en une monarchie despotique aurait été trop sensible 'Ha elfogadta volna ezt a méltóságot, a köztársaság zsarnoki monarchiává való változása túl érzékelhető lett volna'.

A franciában is van nem sztenderd változata ennek a szerkezetnek a népi regiszterben, a feltételes móddal mindkét tagmondatban, pl. Si j'aurais su, je serais pas venu, helyesen Si j'avais su, je ne serais pas venu ’Ha tudtam volna, nem jöttem volna el’.
A si kötőszós összetett mondatot helyettesítheti kötőszó nélküli, és akkor a mellékmondat igéje feltételes módú:
Le Président démissionnerait, il y aurait de nouvelles élections ’Ha az elnök lemondana, újabb választást tartanának’;
Tu serais arrivé plus tôt, tu aurais vu Paola, mais elle vient de partir ’Ha korábban érkeztél volna, találkoztál volna Paolával, de ő az előbb ment el’.
Két másféle gyakoribb feltételes mellékmondatos szerkezet kötőszó értékű szókapcsolatot tartalmaz. Ezekkel a mellékmondat igéje:
- kötőmódú: Ce joueur de football participera à ce match à condition que sa blessure au genou soit guérie ’Ez a labdarúgó azzal a feltétellel fog részt venni a mérkőzésen, ha begyógyul a térdsérülése’ – kikerülhetetlen feltétel;
- feltételes módú: Au cas où la veste ne plairait pas à votre mère, nous vous l'échangerions ’Abban az esetben, ha a zakó nem tetszene az édesanyjának, kicserélnénk’ – eshetőség.

## A román nyelvben
Ebben a nyelvben, mint a magyarban, a dacă ’ha’ kötőszóval bevezetett feltételes mellékmondat igéje lehet jövő idejű és feltételes módú. Példák:
- kijelentő mód jelen idő – kijelentő mód jelen idő: Dacă plouă, am umbrela la mine ’Ha esik az eső, nálam van az esernyő’;[20]
- jövő idő – kijelentő mód jelen idő: Dacă va ploua, am umbrela la mine ’Ha esni fog az eső, nálam van az esernyő’;[20]
- jelen idő – felszólító mód: Dacă ai nevoie de ceva, spune-mi! Ha szükséged van valamire, szólj!;[21]
- összetett múlt – felszólító mód: Dacă ai greșit, cere scuze! ’Ha tévedtél, kérj elnézést!’;[22]
- jövő idő – jövő idő: Dacă vei avea bani, vei putea cumpăra orice ’Ha lesz pénzed, akármit megvehetsz’;[23]
- feltételes mód jelen idő – feltételes mód jelen idő: Dacă aș fi sănătos, aș lucra ’Ha egészséges lennék, dolgoznék’;[24]
- feltételes mód múlt idő – feltételes mód múlt idő: Dacă ar fi vrut, ar fi plecat ’Ha akart volna, elment volna’.[25]

Ez utóbbi szerkezetnek három szinonimája van ugyancsak a dacă kötőszóval:
- folyamatos múlt – folyamatos múlt: Dacă voia, pleca;
- folyamatos múlt – feltételes mód múlt idő: Dacă voia, ar fi plecat;
- feltételes mód múlt idő – folyamatos múlt: Dacă ar fi vrut, pleca.

Ennek a szerkezetnek még két szinonimája van kötőmód múlt idejű igés mellékmondattal, csak akkor a kötőszó să. Ebben az esetben a magyar ’Ha lett volna pénzed, akármit megvehettél volna’ mondat megfelelői:
- kötőmód múlt idő – feltételes mód múlt idő: Să fi avut bani, ai fi putut cumpăra orice;
- kötőmód múlt idő – folyamatos múlt: Să fi avut bani, puteai cumpăra orice.

A kötőmód jelen idő helyettesítheti a feltételes mód jelen időt a mellékmondatban:
- kötőmód jelen idő – feltételes mód jelen idő: Să ai bani, ai putea cumpăra orice ’Ha lenne pénzed, akármit megvehetnél’.[23]

A dacă kötőszós összetett mondat főmondatában gyakori az atunci ’akkor’ utalószó: Dacă ai obiecții, atunci vorbește! ’Ha fenntartásaid vannak, akkor beszélj!’
Más típusú feltételes mellékmondatot az în caz că szókapcsolat vezet be, pl. În caz că pleacă, anunță-mă ’Abban az esetben, ha (ő) elmegy, értesíts!’

## A BHMSz-ben
A közép-délszláv diarendszer nyelveiben (BHMSz) is használható a jövő idő és a feltételes mód a feltételes mellékmondatban. A leggyakoribb ako kötőszóval megvannak a következő igealak-párosítások:
- jelen idő – jelen idő: Ako tražite, nalazite ’Ha kerestek, találtok’;[3]
- jelen idő – 1. jövő idő: Ako tvrtka dobro posluje, onda će napredovati ’Ha a vállalat jól dolgozik, akkor haladni fog’;[27]
- jelen idő – felszólító mód: Ako me pokušaš prevariti, čuvaj se! ’Ha megpróbálsz becsapni, véged van!’;[27]
- 2. jövő idő – 1. jövő idő: Ako ne budeš redovno učio, izgubićeš stipendiju ’Ha nem fogsz rendszeresen tanulni, el fogod veszíteni az ösztöndíjadat’;[28]
- 1. jövő idő – 1. jövő idő: Ako ćete trčati, steći ćete kondiciju ’Ha futni fogtok, jó kondícióban lesztek’;[27]
- 2. jövő idő – jelen idő: Ako budemo imali vremena, dolazimo ’Ha lesz időnk, eljövünk’;[3]
- feltételes mód – feltételes mód: Ako bismo požurili, stigli bismo na početak predstave ’Ha sietnénk, odaérnénk az előadás kezdetére’;[28]
- múlt idő – múlt idő: Ako ste tražili, 'našli ste ’Ha kerestetek, találtatok’.[3]

Egyetlen korlátozás van a 2. jövő időt illetően, amelyet nem használnak a főmondatban.
Az ako helyett használható az amikor elsődleges jelentésű kad kötőszó is:
Kad bismo požurili, stigli bismo na početak predstave.
Az ukoliko kötőszó pontosan megfelel az amennyiben-nek, a hivatalos nyelvben való használatát is beleértve:
Ukoliko bi iskrsle kakve teškoće, javite nam ’Amennyiben nehézségek merülnének fel, értesítsenek’.
A jelen idővel és a 2. jövővel használható kötőszóként az eredetileg kérdő partikula li. Ennek helye az egyszerű alakú ige vagy az összetett alakú ige segédigéje után van, és az alany követi, ha külön szóval van kifejezve:
Budu li kupili tu kuću, neće se pokajati ’Ha megveszik azt a házat, nem bánják meg’.
A mai nyelvhasználatban egyetlen feltételes módú alak van, amely független vagy főmondatban a jelenbe vagy a jövőbe helyezi a cselekvést. Ez a kontextusból derül ki. Feltételes mellékmondatban csak a jelenre vonatkozik. A múltban nem teljesült feltétel kifejezésekor a főige feltételes módú, a mellékmondaté pedig múlt időben áll a da kötőszóval:
Da sam odgovorio i na deseto pitanje, zaradio bih milion dinara ’Ha válaszoltam volna a tizedik kérdésre is, egy millió dinárt nyertem volna.
Olykor a da kötőszót a jelen idővel is használják, és akkor a főmondat feltételes módú igéje is a jelenre vonatkozik:
Šta bi ti radio da ti provalnik upadne u kuću? ’Mit tennél, ha rabló rontana be a házadba?’